# Menachem Hacohen
Menachem Hacohen (în ebraică מנחם הכהן; n. 26 iulie 1932, Ierusalim, Palestina sub mandat britanic) este un rabin israelian, publicist, scriitor și politician, care a îndeplinit între anii 1997-2011 funcția de mare rabin al comunităților evreiești din România. El a fost conducătorul fracțiunii parlamentare „Muncitorul religios” în Organizația Generală a Oamenilor Muncii - Histadrut, principala mișcare sindicală din Israel, șef rabin al Mișcării Moșavurilor și al Histadrutului, deputat în parlamentul israelian Knesset între anii 1975-1988 din partea Partidului Muncii.

## Rabin în Israel
Rabinul Menachem Hacohen s-a născut la data de 26 iulie 1932, în orașul Ierusalim, ca fiu al rabinului și cercetătorului Mordehai Hacohen. Bunicul său, rabinul Avraham Tzvi Shor, a fost șeful Tribunalului Rabinic al hasidimilor din Ierusalim. Frații săi, Shmuel Avidor Hacohen (1926-2005) și profesorul Pinhas Peli, au fost și ei rabini și învățați renumiți. Sora lui, Tova Wachtvogel, a făcut cariera jurnalistică.
Menahem Hacohen a studiat la Institutul Rabinic Hevron din Ierusalim, primind în anul 1951 diploma de rabin de la vestite autorități rabinice din Israel: Itzhak Herzog, Ovadia Hodiya, Eliezer Silver și Shlomo Goren.
În anul 1951 a devenit rabin al Marinei militare israeliene, fiind desemnat ca ofițer pentru ceremonii religioase în Marele Stat Major (1952-1954) și a realizat numeroase programe radiofonice privind religia și tradiția evreiască, la Studiourile de radio ale Armatei israeliene („Galei Tzahal”). În calitate de rabin în armata israeliană, în timpul Războiului de Șase Zile, în iunie 1967, i-a însoțit pe șef rabinul de atunci al Israelului, Shlomo Goren, și trupele de parașutiști care au cucerit partea veche a Ierusalimului și Zidul de Apus. A deținut și funcția de redactor al revistei Mahanaim (1961-1972) a Rabinatului militar.
În anul 1967 a fost ales rabinul moșavurilor (așezările agricole semicolective), funcție pe care o păstrează și astăzi. Între anii 1969-1973 a servit ca rabin al Histadrutului (principala organizație sindicală israeliană), iar între anii 1974 și 1988 a fost ales deputat în Knesset (Parlamentul israelian), din partea Partidului Muncii, fiind activ în Comisiile Parlamentare de Interne, Securitate, Cultură și Educație, Externe, Finanțe, Imigrație și Integrarea emigranților. Deține și funcția de director general al Institutului Cultural și Educațional Evreiesc "Saphir" din Ierusalim (din 1976) și face parte din comitetul director al Claims Conference . Rabinul Hacohen a fost implicat în dialogul dintre confesiunile religioase și face parte din comitetul conducătorilor religioși din lume de susținere a Institutului Interconfesional Eliyahu, creat de rabinul Alon Goshen-Gottstein din Regatul Unit.

## Mare Rabin al comunităților evreiești din România
Între anii 1948 și 1994, funcția de șef-rabin al Cultului Mozaic din România a fost deținută de către șef-rabinul dr. Moses Rosen (1912-1994) care a fost în mod concomitent, din 1964, și președinte al Federației Comunităților Evreiești din România. Deoarece nu a existat un succesor, după moartea sa, ambele funcții au devenit vacante. Comitetul de conducere de atunci a decis separarea celor două funcții, redespărțind conducerea administrativă a Federației Comunităților Evreiești din România de cea religioasă. În timpul vieții șef-rabinului Moses Rosen, rabinul Menachem Hacohen a vizitat Romania ca invitat al unor delegații oficiale, iar după moartea Șef-rabinului Rosen a devenit consilier pentru probleme religioase în Diaspora al organizației evreiești de caritate Joint (AJJDC) și a făcut parte din comitetul de selecție a candidaților pentru funcția de șef rabin al Romaniei. Cu ajutorul acestuia au fost găsiți câțiva candidați, majoritatea rabini israelieni de origine română, iar cel care a fost ales pe 28 mai 1995 în urma unui vot închis a fost dr. Yehezkel Mark (1928-2005) căruia i s-a oferit titlul de rabin pentru comunitatea din București, cu jurisdicție și pentru celelalte comunități din țară. Rabinul Mark a activat ca rabin în România până în anul 1997, când s-a reîntors în Israel în urma neînnoirii contractului său cu Federația.
Au urmat noi discuții în ceea ce privește candidații pentru postul de rabin, iar în cele din urmă, în septembrie 1997, rabinul Menachem Hacohen a fost cel desemnat de către Federația Comunităților Evreiești din România ca „mare rabin al comunităților evreiești din România”, după ce comitetul de selecție a decis că nici unul dintre ceilalți patru candidați prezentați până atunci nu este potrivit funcției. Deoarece Rabinul Menachem Hacohen a făcut el însuși parte din comitetul de selecție a candidaților pentru funcția de șef rabin, adversarii săi au privit cu ochi critici această alegere, calificând-o drept o „erijare în funcție”.
Deoarece prezența rabinului Menachem Hacohen în comunitățile din România era mai mult sporadică, acesta având familia și domiciliul permanent în Israel, el împărțindu-și timpul între cele două țări, s-a continuat căutarea și a unor altor rabini care să se ocupe de nevoile religioase de zi cu zi ale comunităților evreiești din România, iar la data de 30 septembrie 2007 a avut loc la Templul Coral din București ceremonia de învestire ca rabin al comunităților evreiești din România a lui Shlomo Sorin Rosen. Acest ritual a constat în ceremonia dăruirii talitului – șalul tradițional cu care a fost îmbrăcat de către mentorul său, marele rabin Menachem Hacohen, cel care l-a trimis la studii rabinice în Statele Unite. Shlomo Sorin Rosen a activat ca prim-rabin în România până în luna martie 2011, când și-a încheiat activitatea oficială, emigrând ulterior în Canada.
La 31 august 2011 a avut loc la Centrul Comunitar Evreiesc din București ceremonia de rămas-bun a Rabinului Menachem Hacohen, care s-a retras, la rândul său, din funcția pe care a deținut-o în România, reîntorcându-se in Israel.

## Viața privată
El a locuit vreme de multe decenii în cartierul Hillel din Ramat Gan, și în ultima vreme locuiește în orașul său natal, Ierusalim.
Este căsătorit cu cercetătoarea în domeniul istoriei, profesoara Dvora Hacohen de la Universitatea Bar Ilan. Fiul sau, dr Aviad Hacohen, este decanul colegiului de științe juridice Shaarey Mishpat.

## Distincții și onoruri
- Februarie 2004 - A fost decorat, împreună cu alți reprezentanți ai cultelor în România, cu Ordinul Meritul Cultural în grad de Mare Ofițer, Categoria G - „Cultele”, de către președintele României, Ion Iliescu, „în semn de apreciere deosebită pentru activitatea susținută în domeniul cultelor, pentru spiritul ecumenic și civic dovedit și pentru contribuția avută la întărirea legăturilor interconfesionale, de bună și pașnică conviețuire între toți oamenii”.[3]
- 2019 - Cetățean de onoare al Ierusalimului
- 2023 - Cetățean de onoare al României - din partea Parlamentului României pentru servicii deosebite aduse țării și națiunii române [4]
- 2023 - Medalia prezidențială a Israelului - din partea președintelui Itzhak Herzog

## Lucrări publicate
Rabinul Menachem Hacohen este autorul mai multor lucrări de iudaism și comentarii rabinice și a publicat 16 volume de noi comentarii asupra Bibliei, dintre care menționăm:
- Pietrele vorbesc: Istorie și Folclor în zonele eliberate de IDF (1967),
- Un popor: Istoria evreilor răsăriteni (1969),
- Sărbători și celebrări (1978),
- Cartea vieții omului: Nunțile (1986),
- Frații discută despre războiul evreilor (1987),
- Haggadah: Legende și Tradiții (1987),
- Cartea vieții omului: Nașterea (1991),
- Credința unei națiuni (1996),
- De la an la an (1996),
- Cartea vieții omului (2005).

Între altele, rabinul Menahem Hacohen a făcut parte și din comitetul de redacție al ediției israeliene a Enciclopediei Britanice pentru tineret.